# Lucky Yates
Matt Yates, detto Lucky (18 ottobre 1967), è un attore, doppiatore e comico statunitense.
È noto soprattutto per i suoi ruoli di doppiaggio come Dr. Krieger in Archer e The Xtacles in Frisky Dingo.

## Biografia
Ha studiato teatro alla Wayne State University e si esibisce regolarmente al Dad's Garage di Atlanta, in Georgia.

### Carriera
È stato un attore ricorrente nella serie televisiva Good Eats di Food Network. Dal novembre 2000 al novembre 2007, Yates ha ospitato il The Lucky Yates Talk Show, un talk show settimanale dal vivo presentato ad Atlanta. Nel 2016 è stato assunto come presentatore per il nuovo servizio in streaming FilmStruck di Turner Classic Movies e The Criterion Collection.

## Filmografia

### Attore

#### Cinema
- Le avventure di Elmo in Brontolandia (The Adventures of Elmo in Grouchland), regia di Gary Halvorson (1999)
- The American Shame, regia di Sean Sweeney (2001)
- American Dirtbags, regia di Bob Place (2015)
- Axis, regia di Aisha Tyler (2017)

#### Televisione
- Good Eats – serie TV (2000-2012)
- Your Pretty Face Is Going to Hell – serie TV, 1 episodio (2015)
- Hidden America with Jonah Ray – serie TV, 1 episodio (2016)
- Dark Alley – film TV (2017)

#### Cortometraggi
- Hart of America, regia di Arlen Konopaki (2016)

### Doppiatore
- Frisky Dingo – serie animata, 3 episodi (2006-2007)
- Archer – serie animata (2010-in corso)
- America: il film (America: The Motion Picture), regia di Matt Thompson (2021)

## Doppiatori italiani
Da doppiatore è sostituito da:
- Pierluigi Astore in Archer